# Kikkoman
Kikkoman Corporation  (キッコーマン株式会社?, Kikkōman Kabushiki-gaisha) è una società internazionale fondata nel 1917. Ha sede a Noda nella prefettura di Chiba ed è una combinazione di otto aziende a conduzione familiare fondata già nel 1603 dalle famiglie Mogi e Takanashi.
I principali prodotti e servizi dell'azienda includono salsa di soia, condimenti alimentari e aromatizzanti, mirin, shōchū, sakè, succhi di frutta e altre bevande, prodotti farmaceutici e servizi di gestione per la ristorazione. Ha sedi in Giappone, Stati Uniti, Paesi Bassi, Singapore, Taiwan e Cina. La città di Düsseldorf, in Germania, è la sede centrale europea dell'azienda. A partire dal 2002, l'azienda è il più grande produttore di salsa di soia al mondo.  Il suo motto è dal 2024: "Promuovere lo scambio internazionale di cultura alimentare".

## Storia
Fondata nel 1917, ha sede a Noda nella prefettura di Chiba. Si tratta di una combinazione di otto aziende a conduzione familiare fondata già nel 1603 dalle famiglie Mogi e Takanashi.